# 겨울 하느님께
《겨울 하느님께》은 2004년 2월 13일에 MBC에서 방영한 베스트극장으로, 조기유학 열풍이 만들어낸 ‘기러기 가족’. 특히 자녀와 가족을 위해 홀로 남은 ‘기러기 아빠’에 대한 이야기를 극화했다.

## 기획 의도
자아를 잃어버린 채 가족만을 위해 헌신해야 하는 오늘날 가장의 아픔을 따뜻한 시각으로 바라볼 수 있기를 희망한다.

## 줄거리
어린 딸과 아내를 유학 보내고 딸을 위한 동화책을 만들며 외로움을 달래다가 결국 위암 선고를 받은 영호를 통해 자아를 잃어버린 채 가족만을 위해 헌신해야 하는 오늘날 가장의 아픔을 따뜻한 시각으로 그렸다.

## 등장 인물

### 주요 인물
- 강남길 : 영호 역
- 엄수정 : 효진 역
- 김예령 : 영호의 아내 역
- 엄춘배 : 영호의 친구 역
- 정종준 : 영호의 직장상사 역

### 그 외 인물
- 김인수
- 박소정
- 이경미
- 전성애
- 이향은
- 이지은
- 임지민